# Мищеки
Мищеките (също се срещат като микстеки, мичтеки или михтеки) са местни мезоамерикански народи, обитаващи мексиканските щати Оахака, Гереро и Пуебла в обширен регион, известен още като Ла Мищека. Оригиналните очертания на държавата на мищеките за пръв път се споменат в един от доколумбовите кодекси от 692 от н.е. . Езикът на тези народи е един от основните клонове на семейството на отомангейските езици .

## Името на народамищеки
В испанския език наименованието мищек (на испански: Mixteco) произлиза от науатълската дума Мищекапан, или „място на облачните хора“ (място на хората на дъждовните облаци)

. Ареалът, в който се говори мищекският език, е познат като мищека. Мищеките наричат себе си нюу сави, нюу джау, нюу дави, на'а сави, и т.н. според местния диалект на езика им, бил той са'ан дави, да'ан дави или ту'ун сави. В книгата си „История на мищеките“ Кевън Терациано (Kevin Terraciano) използва наименованието Нюу дзауи, което се превежда „хора на/от дъждовното място“.

## Исторически преглед

### Основни градове
Преди колонизацията на Латинска Америка (преди Колумб) мищеките са едни от основните народи, формиращи цивилизацията на средно-американския регион. Важен културен и политически център на мищеките е древната им столица Тилантонго, както и селищата Ачиутла, Куилапам, Хуамелулпан, Митла, Тлачиако, Тутутепел, Ющлауака и Юкунюдауи. Някои от по-големите строежи, намерени в долината на Оахака и по височините на древния град Монте Албан, също са дело на мищеките. Те завоюват от сапотеките много селища и ги доустрояват по своите предпочитания и вярвания.

### Под ацтекско владичество
По време на разцвета на империята на ацтеките, много мищекски селища плащат данък на ацтеките, но не всички мищекски градове стават васали . Те се съпротивляват и срещу испанската колонизация до експедициите на тежко-въоръжените конкистадори на Педро де Алварадо и централно-американските му съюзнически племена.

### Съвременна миграция
В днешно време мищеките са част от миграционния поток в различни части на Мексико и САЩ. Много местни жители от щата Оахака са се преместили да живеят в САЩ и са една от най-многобройните групи, останки от древните местни индиански племена, заедно със сапотеките и триките. Големи мищекски агрегации се наблюдават в граничните градове като Тихуана, Сан Диего и Тюсън. Днес мищекските общности са пример за транснационални или трансгранични населения поради факта, че независимо от преселението си поддържат връзка с основната култура и пазят традиционните си корени.

## Племенна йерархия
Мищеките имат организирана държава, писменост и исторически извори (кодекси), които спомагат за изследване не само на тяхната история, но и тази на съседните им племена. В териториите заемани от мищеките преди нашествието на испанските конкистадори съществува йерархична структура, при която най-високо е вождът („касик“ на испански casique), който на местния език се нарича яа тнух и произлиза от най-чиста царствена кръвна линия. По-ниско стоящи са произлизащите от семейството на вожда – племенници и братовчеди, тай тобо, следвани от дворяните и служителите в двора – тай юку, а на дъното на йерархията са селяните – тай ситундаю. Новият режим на колонизаторите оставя някои от племенните първенци да администрират земите и „признава“ титлите им.

## Поминък и занаяти
Основен поминък на мищеките е селското стопанство – земеделие и животновъдство. С развитие на цивилизацията и основаване на постоянни селища се развиват специализираните професии и занаятите. Едновременно с това се развива жреческата прослойка; жреците били задължително целибати и вегетарианци, нямали никакви външни контакти освен дейностите в храмовите комплекси с допир до хората. Мищекски майстори занятчии изработват образци на изкуството от камък, дърво и метали и са били добре познати из цяла древна Мезоамерика. В днешните градове на щата Оахака се намират много местни занятчии, които пресъздават образци от древната мищекска култура. Особено ценена е керамиката, която е повлияна от сапотеките. Други обекти на местното изкуство включват малки фигурки на животни и хора, богато украсени с мъниста и паети.